# Aýrybaba
Der Aýrybaba (usbekisch Ayribobo togʻ) ist mit einer Höhe von 3139 m der höchste Berg Turkmenistans. 
Er liegt im Köýtendag, einer südwestlichen Fortsetzung des Baisuntau an der östlichen Grenze zu Usbekistan.
Seit 2004 heißt er offiziell Beýik Saparmyrat Türkmenbaşy belentligi (Berg des Großen Saparmyrat Türkmenbaşy).
1986 entstand ein Schutzgebiet, in dem 122 Vogelarten registriert wurden, hinzu kommen 988 Pflanzenarten. 